# Венизелизам
Венизелизам (грч. Βενιζελισμός) је био један од најважнијих политичких покрета у Грчкој од почетка 20. вијека до средине 1960-их године.

## Дефениције
Венизелизам је дефинисан као широки политички покрет, који је за циљ имао урбану модернизацију Грчке по узору на западне либералне демократије, као и спровођење Велике идеје (грч. Μεγάλη Ιδέα).
Покрет је добио име по једном од најзначајнијих политичара у савременој грчкој историји, Елефтериосу Венизелосу.

## Главне особине
- Укидање монархије и успостављање демократске републике.
- Подршка испуњењу Велике идеје.
- Савез са Западном Европом. Конкретно са Уједињеним Краљевством и Француском против Њемачке у свјетским ратовима, и са Сједињеном Америчким Држвама против Совјетског Савеза у Хладном рату.
- Напор да се развије и модернизује грчка привреда у капиталистичком систему, на основу стандарда који је био изражен у Западној Европи и Сједињеним Државама. Венизелосова влада је примјењивала мјешовиту финансијску политику ради обнове и развоја грчке привреде.[3]
- Покушај да се унапреди институционални и друштвени оквир земље кроз законодавство. Напор је настао да би се усредсредили на стварање владавине права, са савременим друштвеним, административних функција, у стању да се економски и културно интегрише на Запад.[4]
- Венизелизам је био најубједљивији експонент грчких урбаних циљева за националну интеграцију. Национализам није био само изражен међу Грцима у Грчкој, него и у грчкој заједници изван Грчке, којој је под хитно био потребан национални центар, држава која би их штитила у међународним привредним активностима, као и држава која би представљала посљедње уточиште у времену нужде.[5] Иако ванизелисте често описују као националисте, та карактеристика их није много разликовала од конзервативаца — противника ванизелизма.
- Присталице ванизелизма су биле спој различитих слојева и класа, на челу са урбаном пословном класом и нижом средњом класом, као и присталицама из редова сељака беземљаша, младих земљорадника са грчког села након аграрних реформи у периоду 1910—20, и на крају избјеглице из Мале Азије.

## Водеће странке у венизелизму
- Либерална партија
- Унија центра. Јоргос Папандреу је основао Унију центра 1961. године, као коалицију странака центра уз учешће политичких снага из деснице и љевице. Странка је на власт дошла 1963. и ту остала до јула 1965. године, када је настала Апостасија (грч. Αποστασία — отпадништво).

## Насљеђе
Иако је лик Елефтериоса Венизелоса је и даље веома поштовано у Грчкој, венизелизам више није био битан политички фактор. Престиж Венизелоса и његових ставова о демократији и модернизацији земље разлог је што много политичких снага баштини његово политичко насљеђе. Постоје мањи политички покрети у Грчкој који су присталице ванизелизма. Био је покушај да се оживи Либерална партија 1980. године, и то од стране унука Елефтериоса Венизелоса, Никитаса Ванизелоса.